# Der Zeitdieb
Der Zeitdieb (Originaltitel: Thief of Time) ist der sechsundzwanzigste Scheibenwelt-Roman von Terry Pratchett. Er wurde 2001 veröffentlicht und 2002 für den Locus Award nominiert. Orte der Handlung sind Ankh-Morpork und das Kloster Oi Dong in den Spitzhornbergen. Der Zeitdieb gehört zur Reihe der Tod-Geschichten. Die Protagonisten Susanne Sto Helit und Tod versuchen einen Stillstand und damit das Ende der Zeit zu verhindern. Der aus früheren Romanen bekannte Mönch Lu-Tze bekommt erstmals eine Hauptrolle. Die temporale Doppelperson Jeremy/Lobsang taucht nur im Zeitdieb auf.

## Handlung
Die Revisoren haben einen neuen Plan, um das chaotische Leben zu vernichten. Diesmal wollen sie die Zeit anhalten. Sie selbst dürfen dabei nichts tun, auch wenn sie es könnten. Das wäre Einmischung und damit ein eklatanter Bruch der Regeln, die sie wiederum verkörpern.
Sie schicken einen Revisor in Gestalt der schönen Lady LeJean zu Jeremy, dem genialsten Uhrmacher der Scheibenwelt, und bestellen eine perfekte Uhr, eine Uhr, die 100 % genau geht. Zunächst wehrt Jeremy ab, er kennt seine Grenzen. Doch dann hat er einen Traum, und als ihm die Lady noch einen Igor als Gehilfen zur Seite stellt, nimmt er den Auftrag an.
Unterdessen schlägt sich in Quidong, dem Kloster der Geschichtsmönche, Lu-Tze, der Kehrer, mit einem Novizen herum, den der Novizenmeister für unerziehbar erklärt und zu ihm abgeschoben hat. Lobsang Ludd, ein ehemaliger Dieb, sei überaus talentiert, aber leider auch gescheit. Lu-Tze stellt schnell fest, dass Lobsang mehr ist, als er zu sein scheint. Er schickt ihn also auf den Weg des Kehrers, um herauszufinden, wen oder was er da eigentlich als Schüler angenommen hat. Ein temporaler Unfall im Drehersaal (dem Ort, an dem die Mönche die Zeit verwalten und organisieren), bei dem der erfahrene Tafelmeister unversehens 80.000 Jahre älter wird, zwingt Lobsang dazu, die Tafelrekonstruktion zu übernehmen. Er tut dies mit so viel Geschick, als hätte er zeitlebens nichts anderes gelernt. Für Lu-Tze ist dieser Unfall ein untrügliches Zeichen dafür, dass wieder jemand eine Uhr baut. Den letzten Vorfall dieser Art hat er nicht verhindern können, aber diesmal gedenkt er rechtzeitig zur Stelle zu sein.
Indes hat Susanne Sto Helit, Tods Enkelin, es sich gerade in der Normalität als Lehrerin gemütlich gemacht, da taucht der Rattentod mit einer Einladung auf. Susanne ist wütend, trifft sich aber trotzdem mit ihrem Großvater. Seine Bemerkung „Mittwoch in einer Woche um 13.00 Uhr endet die Welt“ will sie eigentlich mit der Bemerkung, „Was geht mich das an?“ beiseite wischen, lässt es aber und hört sich stattdessen die Erläuterung an. Nun ist auch Susanne besorgt und beschließt etwas zu tun. Nicht, dass sie neugierig auf den Sohn der Zeit wäre, der angeblich so ist, wie sie. Sie besucht die beste Hebamme aller Zeiten, die dieses Kind zur Welt gebracht hat, und Nanny Ogg erzählt ihr, wie die Personifikation der Zeit ihr Kind bekommen hat.
Zum Weltende sollen die vier Reiter der Apokalypse hinausziehen. Als Tod versucht die anderen zu mobilisieren, trifft er auf wenig Begeisterung. Hunger ist zu träge, Pestilenz hat Angst und Krieg steht unter dem Pantoffel seiner Frau. So macht Tod sich auf, alleine zu reiten.
Lady LeJean lernt allmählich die interessanten Erfahrungen zu schätzen, welche die begrenzte menschliche Hülle ihr bietet. Der Revisor in ihr verlangt eine möglichst rasche Fertigstellung der Uhr, während sich Lady LeJean nach Fortdauer der bisherigen Existenz sehnt. Sie sabotiert mit kleinen Unachtsamkeiten die Fortschritte, die Jeremy und Igor beim Uhrenbau machen. Igor fällt das auf und auch die Revisorenkollegen schöpfen Verdacht. Sie materialisieren als 5-er-Gruppe in Lady LeJeans Haus und verlangen zum Uhrmacher gebracht zu werden. Unter ihrer Aufsicht setzt Jeremy die Uhr in Gang und die Zeit hält an.
Nichts bewegt sich mehr, außer den Revisoren und ein paar Wesen, die ihre eigene Zeit mitbringen. Lu Tze und Lobsang haben sich tragbare Zeitspeicher auf den Rücken geschnallt und sind für eine begrenzte Dauer nicht betroffen. Allerdings ist er wieder zu spät gekommen, um den Vorfall zu verhindern. Die Straßen sind voller Revisoren in menschlicher Gestalt, die versuchen, den Geheimnissen des Lebens auf die Spur zu kommen. In einem Kampf werden die beiden getrennt und Lu Tze verliert seine restliche Zeit. Der Milchmann Ronnie Soak liest Lu Tze auf. In seiner Gegenwart kann sich Lu Tze wieder bewegen. Während ihres Gespräches erkennt Lu Tze, dass es sich dabei um den fünften apokalyptischen Reiter handelt, der sich für eine Solokarriere von der Gruppe getrennt hatte. Lu Tze versucht ihn zu überreden, sich den Revisoren entgegenzustellen. Indes versucht Lobsang, sich an der Uhr zu schaffen zu machen, und wird von Susanne aufgegriffen. Gemeinsam machen sie sich auf die Suche nach dem Uhrmacher. Im städtischen Kunstmuseum treffen Lobsang und Susanne schließlich auf Jeremy und Lady LeJean, die sich als Renegatin entpuppt und ihnen die Schwachstelle der Revisoren verrät: Pralinen. Als Jeremy und Lobsang sich zum ersten Mal berühren, verschmelzen sie zu einer einzigen Person – dem Sohn der Zeit. Als solcher weiß er, was wegen der Uhr zu unternehmen ist.
Während am Boden Lobsang/Jeremy, Susanne, Lady LeJean und Lu-Tze sich durch die vermenschlichten Revisoren kämpfen, um zurück zur Uhr zu kommen, tritt am Himmel Tod den Revisoren entgegen. Hunger, Krieg und Pestilenz haben sich doch noch aufgerafft und reiten an seiner Seite. Die vier Reiter drohen aber gegen die gewaltige Überzahl der Revisoren zu unterliegen. Schließlich taucht auch Ronnie Soak alias Chaos auf, um seine ehemaligen Kameraden zu unterstützen, und die Reiter können die Schlacht für sich entscheiden.
Letzten Endes zerstören sie die Uhr und der Sohn der Zeit setzt das zertrümmerte historische Gewebe wieder neu zusammen.

## Veröffentlichungen
- Manhattan (Goldmann), 2002, ISBN 3-442-54528-5; der letzte Band mit einem Cover von Josh Kirby.
- Auch als (gekürztes) Hörbuch, Sprecher Dirk Bach, ISBN 3-89830-419-1. Ungekürzt, als Download, Sprecher: Michael-Che Koch.